# Bakos László (orvos)
Bakos László (Solymár, 1914. december 9. – Budapest, 1991. június 19.) magyar orvos, reumatológus.

## Életpályája
1914. december 9-én született Solymáron, édesapja Bakos Bertalan, a település aljegyzője, édesanyja Straub Hedvig, Straub Béla községi főjegyző hat lánya közül a harmadszülött volt.
Iskolái elvégzése után a budapesti Pázmány Péter Tudományegyetem Orvostudományi Karának hallgatója lett, ahol 1941-ben szerezte meg orvosi oklevelét. Diplomázását követően a Szent Lukács Gyógyfürdő és Kórház orvosaként helyezkedett el, ahol 1945-ig dolgozott, majd az Országos Reuma Kórház főorvosa lett. 1951-től a nyugdíjazásáig, 1982-ig az egyesített Országos Reuma és Fizioterápiás Intézet (ORFI) főorvosaként működött, közben 1957-ben megszerezte az orvostudomány kandidátusa címet is.
Nevéhez fűződik a nemzetközileg is elismert hazai reuma-epidemológiai kutatások elindítása. Több fontos tanulmányt írt immunológiai szakterületen, illetve a reumás betegek vizsgálati lehetőségeivel kapcsolatosan.
A pomázi temetőben nyugszik.

## Fő művei
- Reumás betegek complementkötési vizsgálata szövet-antigénekkel. Többekkel. (Orvosi Hetilap, 1958)
- A csont multilocularis eosinophil granulómája. Bihari Ödönnel, Godán Frigyessel. (Magyar Onkológia, 1959)
- A rheumatoid factor tropin hatása. (Reumatologia, Balneologia, Allergologia, 1969)
- ORFI jubileumi évkönyv. 1951–1971. Szerk. Többekkel. (Budapest, 1971)
- Polyarthritis chronica progressiva és spondylarthritis ankylopoetica epidemiológiai vizsgálata. Gömör Bélával, Weisz Máriával. (Reumatologia, Balneologia, Allergologia, 1972)
- Immunológiai vizsgálat pcp-s beteg utódaiban. Gömör Bélával, Merétey Katalinnal. (Reumatologia, Balneologia, Allergologia, 1977)